# Tamotsu Chikanari
Tamotsu Chikanari (jap. 近成 保, Chikanari  Tamotsu; * 30. März 1929) ist ein ehemaliger japanischer Radrennfahrer.

## Sportliche Laufbahn
Chikanari war im Bahnradsport und im Straßenradsport aktiv. Er war Teilnehmer der Olympischen Sommerspiele 1952 in Helsinki. Das olympische Straßenrennen beendete Chikanari nicht. Japan kam mit Masazumi Tajima, Tadashi Katō, Tamotsu Chikanari und Kihei Tomioka nicht in die Mannschaftswertung, da alle vier Fahrer aus dem Rennen ausgeschieden waren.
Im Tandemrennen schied er mit Kihei Tomioka als Partner im Hoffnungslauf aus und blieb unplatziert. In der Mannschaftsverfolgung 
wurde Japan auf dem 19. Rang klassiert.